# Kloon (computer)
In de computerwereld werd aan het eind van de 20e eeuw gesproken van een kloon in de zin van een computer die technisch volledig uitwisselbaar is met de oorspronkelijke personal computer van IBM. Deze term is echter door de snelle ontwikkelingen op dit terrein in onbruik geraakt. Zie IBM PC-compatibel.
Daarnaast werd de term ook gebruikt voor een merkloze computer.